# تويو شيباتا
تويو شيباتا (بالإنجليزية: Toyo Shibata)‏ (26 يونيو 1911، توتشيغي في اليابان - 20 يناير 2013، أوتسونوميا في اليابان)؛ كاتِبة وشاعرة يابانية.